# Barga
Barga é uma comuna italiana da região da Toscana, província de Lucca, com cerca de 10.018 habitantes. Estende-se por uma área de 66 km², tendo uma densidade populacional de 152 hab/km². Faz fronteira com Coreglia Antelminelli, Fosciandora, Gallicano, Molazzana, Pievepelago (MO).
Pertence à rede das Aldeias mais bonitas de Itália e à rede das Cidades Cittaslow.

## Demografia
| Variação demográfica do município entre 1861 e 2011                               |
|                                                                                   |
| Fonte: Istituto Nazionale di Statistica (ISTAT) - Elaboração gráfica da Wikipedia |